# マルクス兄弟 (アダルトビデオ)
株式会社マルクス兄弟（まるくすきょうだい）は日本のアダルトビデオメーカー。

## 概要
マルクス兄弟は当初、日本ビデオ倫理協会（ビデ倫）に加盟するレンタルメーカーだったが、2003年に脱退。同年5月よりインディーズメーカーとして再出発。2004年12月よりアウトビジョン（北都）に販売を委託していた。
2016年から妄想族グループの公式サイトに移転したとして自動転送される状況となり、2018年12月発売『マルクス 2018年 全14タイトル スペシャルBEST8時間』を最後に一般的なアダルトビデオの新作もリリースしていない。

## 主なシリーズ
- 美脚×ローライズ短パン×露出デート
- デジタルコカン
- バーチャル妄想劇場　妹萌え日記
- 乳揉みフェチ。
- フィストファック（パイパンWフィスト、中出しフィストファックetc...）